# Muriel Glauert
Muriel Glauert née Barker née le 7 mai 1892 et morte le 23 décembre 1949 est une mathématicienne britannique qui apporte des contributions significatives aux premières avancées en aérodynamique.

## Biographie

### Jeunesse et éducation
Muriel Barker naît à Nottingham, fille d'un fabricant de textiles, et fréquente la Nottingham Girls' High School (en), où elle remporte des prix pour ses performances en allemand, en mathématiques et en chimie. Elle fréquente le Newnham College, Cambridge, de 1912 à 1915 et achève le tripos mathématique, bien que celui-ci soit décerné par l'Université de Londres, Cambridge n'octroyant pas encore de diplômes aux femmes.

## Carrière au Royal Aircraft Establishment
Barker enseigne à Liverpool avant de rejoindre le Royal Aircraft Establishment (RAE) à Farnborough en 1918 en tant que chercheuse. Sa première publication au début de sa carrière à Farnborough porte sur les lignes de courant théoriques pour l'écoulement sur un profil aérodynamique. En 1919, elle part étudier à Bryn Mawr pendant un an, puis entreprend des études de troisième cycle en aéronautique à Cambridge. En août 1922, elle publie son article intitulé « Sur l'utilisation de tubes de Pitot très petits pour mesurer la vitesse du vent » dans les Comptes rendus de la Royal Society. Un tube de Pitot est un tube mince avec deux trous utilisé pour calculer la vitesse à travers l'air ou l'eau, utilisé à la fois par les navires et les avions. Barker est la première chercheuse à démontrer que la différence entre la lecture du tube de Pitot et la pression statique est proportionnelle à la vitesse d'écoulement plutôt qu'à son carré. La même année, elle retourne au RAE et devient fiancée, puis épouse, l'aérodynamicien Hermann Glauert, Principal Scientific Officer au RAE.

### Fin de carrière
Après la mort de son mari dans un accident en 1934, elle devient plus tard examinatrice en mathématiques pour les universités de Londres, de Cambridge et du Nord. En 1940, elle publie un dernier article académique, qui examine la capture de gouttes de pluie par un cylindre et un profil aérodynamique se déplaçant à vitesse uniforme, un problème préoccupant en raison de la formation de glace, par exemple, sur les ailes d'avion en vol,.

## Vie personnelle
Elle était mariée à Hermann Glauert, décédé en 1934. Ils avaient trois enfants : Michael, et les jumeaux Audrey et Richard. Muriel Glauert décède en 1949 et est enterrée aux côtés de son mari.